# حشره‌خوار پورتوریکو
حشره‌خوار پورتوریکو (نام علمی: Nesophontes edithae) نام یک گونه از سرده حشره‌خوارهای هند غربی است.